# Igor Fjodorowitsch Maslennikow

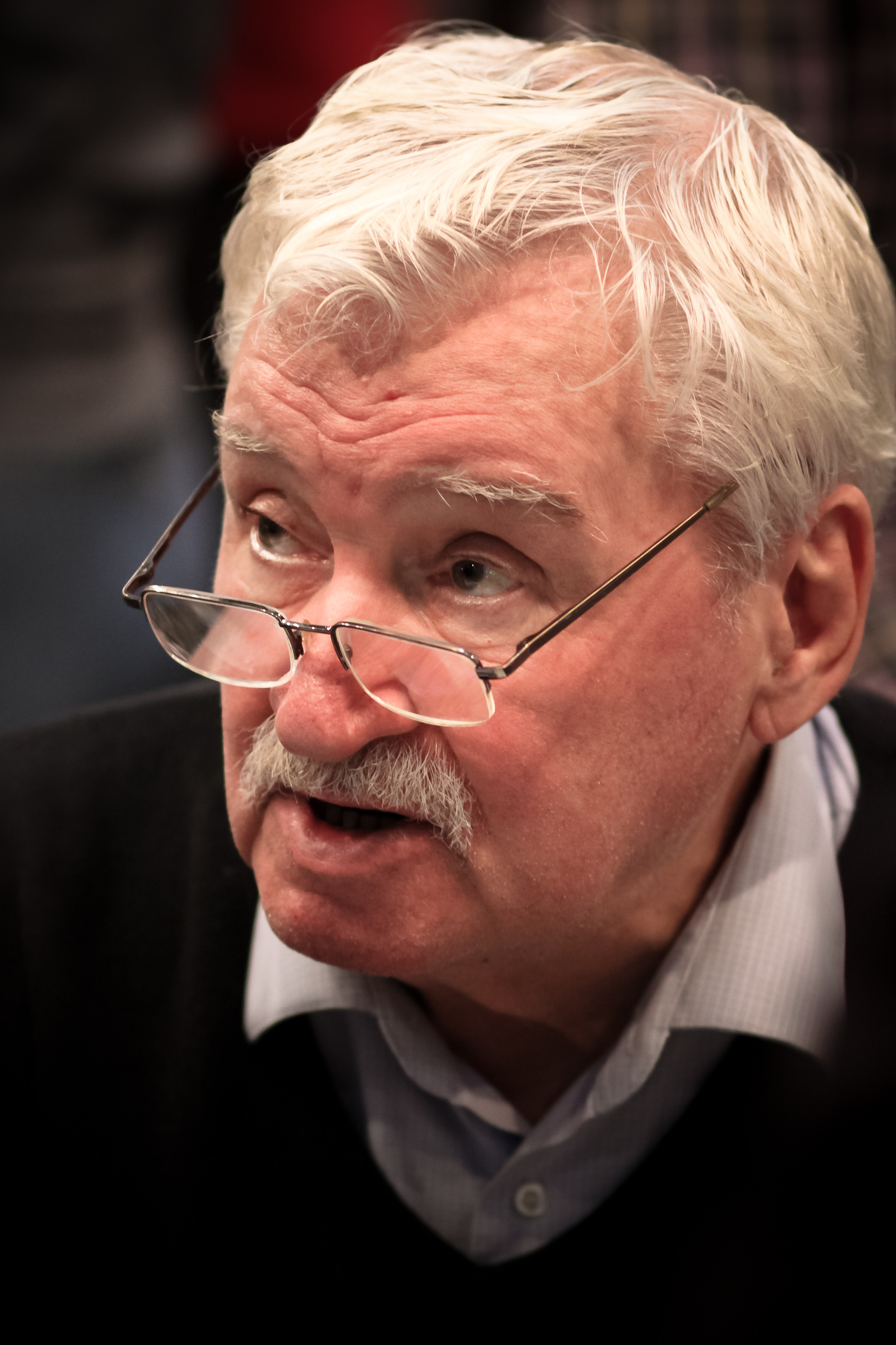
Igor Maslennikow, 2011

Igor Fjodorowitsch Maslennikow (russisch И́горь Фёдорович Ма́сленников; * 26. Oktober 1931 in Gorki, Sowjetunion; † 17. September 2022 in Sankt Petersburg) war ein sowjetisch-russischer Filmregisseur, Drehbuchautor und Filmproduzent.

## Leben
Igor Maslennikow absolvierte 1954 die Fakultät für Journalistik auf der Staatlichen Universität Leningrad, später arbeitete er beim Leningrader Fernsehen.
Im Jahre 1967 absolvierte er den höheren Regiekurs am Filmstudio Lenfilm. Sein Debüt als Regisseur war der Film Litschnaja schisn Kusjajewa Walentina (Личная жизнь Кузяева Валентина). Besonders bekannt wurde Igor Maslennikow durch die Fernsehfilme Die Abenteuer von Sherlock Holmes und Dr. Watson und Winterkirschen.
Er war zwanzig Jahre lang Präsident der Sankt Petersburger Firma Troizki Most.

## Filmografie (Auswahl)
- 1976: Ein sentimentaler Roman
- 1977: Verheiratet nach Frankreich
- 1979: Sherlock Holmes und Dr. Watson
- 1980: Die Abenteuer von Sherlock Holmes und Dr. Watson
- 1981: Der Hund der Baskervilles
- 1983: Der Schatz der Agra
- 1985: Winterkirschen
- 1986: Sherlock Holmes im 20. Jahrhundert
- 1988: Von Generation zu Generation